# Motociclismo
Motociclismo és una revista mensual d'informació general sobre la motocicleta que s'edita en castellà a Madrid des del 1951. Fundada per Gerardo Romero, la revista va ser adquirida el 1957 per Luis Enrique Hernández, Luike, un periodista i editor que va fer fortuna dins el sector del motor. Luike-motorpress (LMP) edità la revista des d'aleshores fins al 1998, en què el soci majoritari de l'editora, Motorpress International, n'adquirí la totalitat d'accions i la companyia esdevingué Motorpress Ibérica.
A data del 2023, Motociclismo l'editava Sportlife Ibérica, una empresa amb seu al carrer Nestares de Madrid especialitzada en publicacions sobre automobilisme, motociclisme, ciclisme i esport en general.

## Història
Al tombant de la dècada del 1910, força abans de l'aparició de la revista actual, ja se n'havia publicat una altra a Madrid amb el mateix nom, «Motociclismo». Es tractava d'una mena de butlletí oficial del Real Moto Club Español (RMCE) que es va començar a publicar el gener del 1918 amb periodicitat mensual i es va anar editant regularment fins a mitjan dècada del 1920.

### Fundació
Arribats al 1951, Gerardo Romero va fundar a Madrid l'actual revista Motociclismo, el primer exemplar de la qual va aparèixer el mes de maig. Inicialment s'editava com a suplement de la revista Motor mundial (dedicada al món de l'automòbil), fins que, a partir del número 9, va esdevenir una publicació independent. La revista es va llançar amb periodicitat mensual i el 1952 va passar a ser quinzenal. Al tombant de la dècada del 1950, Motociclismo tenia un tiratge mitjà de 10.000 exemplars.

### L'etapa de Luike (1957-1998)
Luis Enrique Hernández (Huelva, 1928-2022), conegut com a "Luike", va començar la seva carrera com a editor a Madrid, on s'havia traslladat el 1953 per a estudiar a l'Escola Oficial de Periodisme. Després de treballar per a diversos mitjans, el 1956 va entrar a Motociclismo i aquell any mateix n'esdevingué redactor en cap, a més de crear l'agència de notícies Motorpress. Finalment, el 1957 va adquirir la revista on treballava.
A partir de 1960, Motociclismo va començar a incloure unes pàgines finals dedicades als automòbils que van ser l'embrió de la nova revista de Luike, Autopista, un setmanari d'automobilisme llançat el 1961 que va tenir molt d'èxit. A partir de  1962, Autopista va incorporar unes pagines finals dedicades a les motocicletes i Motociclismo es va deixar d'editar, fins que reaparegué com a revista mensual independent el 1964. El 1972, Motociclismo va esdevenir quinzenal.
A data de 1975, Luike editava un ampli ventall de publicacions, amb més de vint revistes diferents (entre elles Motociclismo, Autopista, Auto Mecànica, La Moto i Automóvil). Aquell any va ser el de la fundació a Barcelona de la revista Solo Moto, la qual li va disputar ben aviat a Motociclismo el lideratge dins el sector de les revistes de motos. A partir de 1976, Solo Moto esdevingué setmanal en comptes de quinzenal i Motociclismo va haver de fer el mateix per no quedar enrere. Totes dues revistes van protagonitzar una dura rivalitat durant anys i van anar alternant iniciatives empresarials i promocionals paral·leles. Així, mentre que Solo Moto organitzava el concurs del "Piloto del año", Motociclismo feia el de la "Moto del año"; Solo Moto organitzava el Critèrium Solo Moto i Motociclismo, les Motociclismo Series.
El 1978 es va formar Luike-motorpress mitjançant la fusió de l'empresa alemanya Vereinigte Motor Verlage i Motorpress. Durant els següents vint anys, Luike-motorpress va afegir nous títols als que ja editava, entre els quals Autoverde, Autovía, Avión Revue, Bicisport, Bike, Coche Actual, Motor Clásico, Moto Verde y Navegar. El 1993, Luike-motorpress es va expandir a Portugal, Mèxic, Argentina i Brasil. El 1998, l'empresa era la major editorial de revistes relacionades amb el motor a Espanya i el grup alemany, que posseïa el 51% d'accions de la societat, va comprar-li el 49% restant a Hernández-Luike.

### Segle XXI
El 2011, coincidint amb el 60è aniversari de la revista, es va llançar el portal en línia motociclismo.es.
Motorpress Ibérica, ja sense Luike, va continuar editant Motociclismo i la resta de revistes del grup, com a mínim, fins al 2021.  A data del 2023, en canvi, l'editora s'anomenava Sportlife Ibérica. Motociclismo tenia aleshores un tiratge de vora 15.000 exemplars i una audiència de 149.000 lectors, mentre que el portal en línia rebia 11,5 milions de visites anuals.